# Qatar National Bank Tower
A Qatar National Bank Tower egy tervezett szupermagas felhőkarcoló, amit a katari Dohában építettek volna fel. A torony a tervek szerint 510 méter magas, és 101 emeletes lett volna. A legmagasabb épület lett volna Katarban és az egyik legmagasabb a világon. A torony a második legmagasabb irodaház lett volna a New Yorban található 1 World Trade Center után, az épület felülmúlta volna a Taipei 101-et. Az épületet a Peddle Thorp Architects cég építette. Az építkezést azonban 2015-ben leállították.